# Acleris caledoniana
Acleris caledoniana es una especie de polilla del género Acleris, tribu Tortricini, familia Tortricidae. Fue descrita científicamente por Stephens en 1852.
Se distribuye por Escocia. El período de vuelo ocurre en los meses de julio, agosto y septiembre.

## Descripción
Posee una longitud de 8,5 milímetros y su envergadura es de 12-17 milímetros.